# Николай Кузански
Николай Кузански (на латински: Nicolaus Cusanus, на български известен и като Николай от Куза) е германски мислител от 15 век, философ, теолог, учен, математик, църковно-политически деятел.

## Биография
Николай Кузански е роден през 1401 г. в градчето Куза, Германия.
Той заема високи постове в йерархията на католическата църква. Ръкоположен е за кардинал (1448 г.). Участва във важни мисии на църквата. В една от тях опитва да помага за примирението на Рим и Византия, но без успех и скоро след това Византия е завладяна от османските войски. Кузански е близък до много от известните хуманисти на Ренесанса. Умира на 11 август 1464 г. в гр. Тоди, Италия.

## Идеи
Николай Кузански е майстор в диалектическите разсъждения и в съставянето на диалози. С това напомня за Сократ и Платон. Критикува схоластиката, като на „ученото незнание“ противопоставя „мъдрото незнание“ (docta ignorantia) в стила на Сократ.
Бог е Абсолют, който е едновременно нещо съвсем просто и нещо пределно богато. Бог има две крайни форми:
1. Абсолютен минимум – в него Бог е в неразгърнат вид, тук Бог е безкрайно малкото. За тази форма на Бога ние знаем, че съществува, но нищо повече.
2. Абсолютен максимум – в него Бог е разгърнат като свят, тук Бог е безкрайно голямото. За света ние може да имаме неограничено знание.
Идеите на Николай Кузански за безкрайното помагат за създаването на математиката на безкрайното – диференциалното и интегралното смятане.
Кузански се отказва от йерархията на света, както тя е позната през Средновековието. Вещите, предметите са между максимума и минимума. Бог обхваща всички неща.
Човек познава чрез сетивата, разсъдъка и разума, но само разумът може да мисли безкрайното. Затова именно в разума е богоподобието на човека.